# Träsksjön, Södermanland
Träsksjön är en sjö i Haninge kommun i Södermanland och ingår i Tyresån-Trosaåns kustområde. Sjön är 6 meter djup, har en yta på 0,244 kvadratkilometer och befinner sig 33,3 meter över havet. Vid provfiske har abborre, gers, mört och sarv fångats i sjön.

## Delavrinningsområde
Träsksjön ingår i det delavrinningsområde (655033-162838) som SMHI kallar för Rinner mot Horsfjärden. Medelhöjden är 27 meter över havet och ytan är 35,9 kvadratkilometer. Det finns inga avrinningsområden uppströms utan avrinningsområdet är högsta punkten. Avrinningsområdets utflöde mynnar i havet, utan att ha någon enskild mynningsplats. Avrinningsområdet består mestadels av skog (64 procent), öppen mark (12 procent) och jordbruk (19 procent). Avrinningsområdet har 0,29 kvadratkilometer vattenytor vilket ger det en sjöprocent på 0,8 procent. Bebyggelsen i området täcker en yta av 1,06 kvadratkilometer eller 3 procent av avrinningsområdet.